# Джо Сатріані
Джо́зеф «Джо» Сатріа́ні (англ. Joe Satriani; 15 липня 1956, Вестбері, Нью-Йорк, США) — американський гітарист-віртуоз італійського походження. Мультиінструменталіст. На початку своєї кар'єри був гітаристом-інструктором таких відомих гітаристів, як Стів Вай, Кірк Хеммет та багатьох інших. Згодом розпочав сольну кар'єру.
Починаючи з 1988 року Сатріані грає виключно на спеціально розробленій для нього гітарі серії JS виробництва Ibanez.
Джо розпочав грати на гітарі у віці 14 років, коли довідався про смерть свого кумира Джимі Хендрікса.